# 粋なうわさ
「粋なうわさ」（いきなうわさ）は、1969年4月15日に発売されたヒデとロザンナの2枚目のシングル。

## 解説
大ヒット曲「愛の奇跡」に続き発売された作品。グループ・サウンズの楽曲や、いしだあゆみの「ブルー・ライト・ヨコハマ」などでヒットを飛ばしていた橋本淳と筒美京平が手掛けた作品である。「愛の奇跡」ほどのセールスは記録できなかったが、オリコンの週間チャートでは13位まで上昇、売上枚数も15万枚を超えるヒットとなった。

## 収録曲
- 両楽曲共に、作詞：橋本淳／作曲・編曲：筒美京平

1. 粋なうわさ (2分37秒)
2. 愛のひととき (2分11秒)

## カバー
- マーサ三宅（1969年8月1日、アルバム『夜明けのスキャット－あなたと夜とスキャット－』収録。）